# Estación de Ourcq
Ourcq es una estación del metro de París situada en el XIX Distrito de la ciudad, al este de la capital. Pertenece a la línea 5. 

## Historia
Fue inaugurada el 12 de octubre de 1942 con la ampliación de la línea 5 hacia Pantin
Debe su nombre al cercano canal del Ourcq.

## Descripción
Se compone de dos vías y de dos andenes laterales. 
Está diseñada en bóveda elíptica revestida completamente de los clásicos azulejos blancos aunque planos, sin biselar. La iluminación es de estilo Ouï-dire realizándose a través de estructuras que recorren los andenes sujetados por elementos curvados que proyectan una luz difusa en varias direcciones. Inicialmente esta iluminación coloreaba las bóvedas pero esta característica se ha perdido. Este mismo estilo es el seguido en los asientos, combinando asientos convencionales con bancos que por su altura solo permiten apoyarse.
La señalización, por su parte, usa la moderna tipografía Parisine donde el nombre de la estación aparece en letras blancas sobre un panel metálico de color azul. 
Uno de los andenes dispone de un nicho en el que se encuentra una escultura de madera realizada por Thierry Grave.

## Accesos
La estación dispone de tres accesos, todos ellos situados en la avenida Jean Jaurès.